# 4. juni
4. juni er dag 155 i året i den gregorianske kalender (dag 156 i skudår). Der er 210 dage tilbage af året.
- Dagens navn Opatus, opkaldt efter en kristen martyr fra ca. 350. Dagen kaldes også Sakramentsdag.
- Det er nationaldag i Tonga.
- FN's Internationale dag for børn som er blevet ofre for aggression og mishandling.
- Markeringsdag for Estlands nationalflag, sini-must-valge

### Begivenheder
Født - Dødsfald
- 1134 - I slaget ved Fodevig besejrer Erik Emune kong Niels, som blev konge efter Erik Ejegods død på Cypern under en pilgrimsrejse. Niels flygter, men dræbes senere i Slesvig by. Niels søn Magnus falder sammen med 5 bisper og et stort antal høvdinge.
- 1565 - Den danske admiral Herluf Trolle såres dødeligt under et nyt uafgjort søslag mellem Danmark og Sverige i Den Nordiske Syvårskrig. I slaget ved Femern rejste Herluf Trolle sig i fuld figur og befalede fjenden at overgive sig, hvorved han blev såret.
- 1783 - Brødrene Montgolfier demonstrerer offentligt deres montgolfière (varmluftsballon).
- 1815 - Danmark indgår en byttehandel med Preussen, som får Pommern og Rügen til gengæld for Lauenburg.
- 1859 - I slaget ved Magenta i det nordlige Italien bliver den østrigske hær besejret af kejser Napoleon III's tropper, som hermed befrier Milano.
- 1900 - A. L. Brems første danskbyggede bil kører sin første tur i Viborg.
- 1903 - Grundstoffet polonium opdages af forskerparret Marie og Pierre Curie.
- 1913 - En engelsk suffragette kaster sig foran kongens hest under Derbyet.
- 1938 - Sigmund Freud forlader Østrig og tager ophold (asyl) i London.
- 1940 - Det første "Alsangsstævne" holdes.
- 1941 - Den tidligere tyske kejser Wilhelm 2. dør i eksil i Holland.
- 1941 - Irak får et pro-allieret styre.
- 1942 - Den tyske rigsprotektor Reinhard Heydrich dør af sine sår.
- 1942 - Japanerne lider under 2. verdenskrig store tab ved Midway Island.
- 1944 - De allieredes styrker går under 2. verdenskrig ind i Italiens hovedstad Rom, der forinden var blevet erklæret for åben by.
- 1959 - Amerikanskejede sukkerraffinaderier på Cuba nationaliseres.
- 1964 - Den britiske popgruppe The Beatles ankommer til København, hvor de i lufthavnen modtages af 6.000 begejstrede fans.
- 1966 - Fra rumskibet "Gemini 9" sætter den amerikanske astronaut Eugene Andrew Cernan rekord med 129 minutters rumvandring.
- 1970 - Lov om offentlighed i forvaltningen vedtages af Folketinget til ikrafttræden 1. januar 1971.[1]
- 1970 - Tonga bliver en selvstændig stat, og fejrer nationaldag denne dato.
- 1975 - Ved et forlig om en ny dansk skolelov afskaffes realeksamen i Danmark. Det skete med virkning fra 1. august 1976.
- 1976 - Arbejdsretten idømmer 800 typografer på Berlingske Hus en bod på 160.000 kroner for vægring mod overarbejde.
- 1979 - I Ghana tager flyverløjtnant Jerry Rawlins magten ved et statskup. Det var det fjerde statskup i Ghanas selvstændige historie. Den styrtede militærdiktator blev arresteret og senere henrettet.
- 1982 - Israel invaderer den libanesiske kystslette helt frem til Beirut. Hensigten var at ødelægge de palæstinensiske baser og især PLO’s hovedkvarter i Beirut.
- 1985 - Farøbroerne indvies af Dronning Margrethe. Den nye 3,3 km lange broforbindelse var Danmarks længste bro og havde kostet 1,6 milliarder kr. Projektet var startet 15 år tidligere, da Kong Frederik 9. underskrev den lov, som dannede grundlaget for brobyggeriet.
- 1986 - I Danmarks første kamp nogensinde ved et fodbold VM vinder landsholdet i Mexico 1-0 over Skotland på et mål af Preben Elkjær.
- 1987 - Et flertal på 81 mod 67 i Folketinget afviser et lovforslag om, at indføre røgfri miljøer hos kommuner, amter og staten. Der var kun enighed i tre folketingsgrupper. Alle andre partier var delte i afstemningen.
- 1989 - Kina sætter militæret ind mod studenterdemostrationer på Den Himmelske Freds Plads (Tien an Men, i Beijing) samtidig med, at panservogne kører direkte ind i menneskemasserne. Omkring 1.000 blev dræbt og over 10.000 blev såret i massakren, der fandt sted om natten. Siden begyndelsen af maj havde Den Himmelske Freds Plads været hovedkvarter for mellem 2.000 og 3.000 strejkende studenter, som krævede mere demokrati, respekt for menneskerettighederne, pressefrihed og en afslutning på den omfattende korruption. Det meste af verden fordømte kraftigt massakren.
- 1989 - 645 mennesker omkommer ved en togulykke i den sydlige del af Uralbjergene i Sovjetunionen. En eksplosion i en gasledning havde ført gas ud langs jernbanen, og gassen eksploderede, da de to tog passerede hinanden. De fleste togvogne udbrændte totalt. Det var den hidtil værste togulykke i Sovjetunionen.
- 1991 - I Otavibjergene i Namibia finder man et stykke kæbe med tre kindtænder, som har tilhørt menneskets forfader. Fundet blev anslået til en alder af 12-13 millioner år. Det er det ældste hominoide fossilfund.
- 1994 - MTV Movie Awards 1994 afholdes.

### Født
- 1738 - George 3., britisk konge (død 1820).
- 1751 - John Scott, engelsk advokat, politiker og minister (død 1838).
- 1798 - Niels Laurits Høyen, dansk kunsthistoriker (død1883).
- 1867 - C.G.E. Mannerheim, finsk præsident (død 1951).
- 1894 - Arne-Ole David, dansk skuespiller og instruktør (død 1977).
- 1910 - Christopher Cockerell, engelsk opfinder af hovercraften (død 1999).
- 1912 - Robert Jacobsen, dansk billedhugger (død 1993).
- 1916 - Robert F. Furchgott, amerikansk biokemiker (død 2009).
- 1924 - Dennis Weaver, amerikansk skuespiller (død 2006).
- 1927 - Henning Carlsen, dansk filminstruktør (død 2014).
- 1927 - Torben Brostrøm, dansk litteraturprofessor og forfatter (død 2020).
- 1929 - Knud Enggaard, dansk politiker og minister (død 2024).
- 1936 - Bruce Dern, amerikansk skuespiller.
- 1944 - Eddie Skoller, dansk entertainer (død 2023).
- 1947 - Jørgen Steen Nielsen, dansk sportsjournalist (død 2012).
- 1948 - Jürgen Sparwasser, østtysk fodboldspiller.
- 1954 - Jens Galschiøt, Dansk billedhugger.
- 1962 - Per Frimann, dansk fodboldspiller og tv-kommentator.
- 1963 - Heike Arndt, dansk maler.
- 1967 - Malene Bach, dansk billedkunstner.
- 1971 - Joseph Kabila, congolesisk præsident.
- 1975 - Angelina Jolie, amerikansk skuespillerinde.
- 1980 - Thor Kristensen, dansk roer.
- 1985 - Lukas Podolski, tysk fodboldspiller.

### Dødsfald
- 1798 - Giacomo Casanova, italiensk forfatter og eventyrer (født 1725).
- 1809 - N.A. Abildgaard, dansk maler (født 1743).
- 1941 - Wilhelm 2., tysk kejser (født 1859).
- 1942 - Reinhard Heydrich, tysk nazistisk leder (født 1904) - attentat.
- 1961 - Carl Trier Aagaard, dansk maler (født 1890).
- 1965 - William Bewer, dansk skuespiller (født 1867).
- 1977 - Svend Methling, dansk skuespiller (født 1891).
- 1979 - Torkil Lauritzen, dansk skuespiller (født 1901).
- 2001 - Dipendra, nepalesisk kronprins (født 1971).
- 2010 - John Robert Wooden, amerikansk basketballcoach (født 1910).
- 2010 - Hugo Horwitz, dansk læge og frihedskæmper (født 1922).
- 2012 - Eduard Khil, russisk sanger og internet meme (født 1934).